# Eike Immel
Eike Immel (født 27. november 1960 i Stadtallendorf, Vesttyskland) er en tidligere tysk fodboldspiller, der som målmand på Vesttysklands landshold var med til at blive europamester ved EM i 1980, samt nr. 2 ved både VM i 1982 og VM i fodbold 1986. På klubplan spillede han for Borussia Dortmund, VfB Stuttgart og engelske Manchester City. Med Stuttgart blev han i 1992 tysk mester.

## Titler
Bundesligaen
- 1992 med VfB Stuttgart

EM
- 1980 med Vesttyskland